# لجش
لجش أو لكش (بالسومرية:𒉢𒁓𒆷𒆠) هي إحدى المدن السومرية في بلاد مابين النهرين العراق القديمة كان سكانها من السومريون اشتهرت كبقية المدن السومرية بالزراعة، تقع في محافظة ذي قار في قضاء الدواية تبعد عن مركز مدينة الدواية 16 كيلومترا من جهة الجنوب وتحيط بها الأهوار من ثلاث جهاث، كانت تعتبر إحدى أقدم مدن السومريين. تعرف أيضا باسم تل الهبا. تقع لجش غرب منطقة الكرمة القريبة من البصرة وشرق مدينة أوروك حاليا تقع على بعد 22 كيلومترا شرق مدينة الشطرة في محافظه ذي قار.

## اكتشاف المدينة
اكتشفت آثار لجش من قبل مجموعة من الباحثين الفرنسيين المختصين في علم الآثار في عام 1877 بقيادة أرنست ديسارزيك Ernest de Sarzec والذي كان في نفس الوقت القنصل الفرنسي في ولاية البصرة وقد حصل ديسارزيك على الموافقة بإجراء التنقيب من الوالي آنذاك ناصر باشا وظل ديسارزيك مستمرا بالتنقيب إلى أن مات في عام 1901 وأكمل المهمة من بعده الفرنسي كاستون كروس.
عثر في معبد المدينة الأثرية على 30,000 لوحا طينيا وكانت الألواح المكتوبة بالخط المسماري عبارة عن مستمسكات وسجلات للتعاملات التجارية ووسائل لتوضيح زراعة الأرض وتربية المواشي مما يدل على أهمية المعابد لدى السومريين كمركز ديني واقتصادي واجتماعي. لسوء الحظ تم سرقة الكثير من هذه المخطوطات قبل أن يتم نقلها إلى المتاحف.

## اكتشاف حديثة في لكش
ضمن أعمال التنقيب المتواصلة منذ عام 2019 كجزء من مشروع مشترك بين متحف الآثار والأنثروبولوجيا في جامعة بنسلفانيا، وجامعة كامبريدج، ومجلس الدولة للآثار والتراث العراقي، وباستخدام تقنيات حديثة كالتصوير الفوتوغرافي عبر الطائرات المسيرة والتحليل الجيني. تم الكشف مجموعة من الأواني الفخارية و 6 أفران، و حانة عمرها 5000 سنة، ونظام تبريد لحفظ الاطعمة والمشروبات باردة بتقنية تعتمد على امتصاص الرطوبة.

## أعلام
- إياناتوم
- أور نانشي
- إين أنا توم الأول